# Differentielle und Persönlichkeitspsychologie
Die Differentielle Psychologie und die Persönlichkeitspsychologie bilden einen zentralen Bereich der Psychologie mit drei Aufgabenstellungen:
- die individuellen Unterschiede in einzelnen psychologischen Merkmalen und in den relativ überdauernden Persönlichkeitseigenschaften zu beschreiben und zu erklären,
- die empirischen Ergebnisse zu einer Theorie der Persönlichkeit zu integrieren
- und die geeigneten Strategien und praktischen Methoden der psychologischen Diagnostik zu entwickeln und theoretisch zu begründen.

## Inhalte
Die oben genannten Aufgaben kennzeichnen den Unterschied zur Allgemeinen Psychologie, welche diejenigen psychologischen Gesetzmäßigkeiten erforscht, die für alle Individuen gleichermaßen gelten. Die Differentielle Psychologie und Persönlichkeitspsychologie sind die wichtigsten Grundlagen der Angewandten Psychologie, denn die psychologische Praxis zum Beispiel in der Arbeits- und Schulpsychologie, Beratung, Psychotherapie usw. wird in der Regel von den beobachteten Unterschieden zwischen Personen oder Personengruppen ausgehen oder sich nur mit den individuellen Problemen einer Person beschäftigen.
Wichtige Untersuchungsthemen sind zum Beispiel die Intelligenzdiagnostik (siehe Intelligenzquotient), die Kreativität, aber auch die allgemeine Frage, worauf diese Unterschiede zwischen den Individuen beruhen, zum Beispiel, inwieweit sie durch Veranlagung zustande kommen oder durch Erfahrung erworben und ausgebildet werden (vgl. Heritabilität).
Wissenschaftliche Forschungskonzepte (Paradigmen) der Persönlichkeitspsychologie weichen von alltagspsychologischen Vorstellungen der Persönlichkeit ab. Psychologen suchen ein theoretisch begründetes Persönlichkeitsmodell, während in den naiven (subjektiven) Alltagstheorien meist vereinfachte Attributionen vorgenommen werden, wie folgende Beispielaussage zeigt: »Er verhält sich so, weil er eine starke Persönlichkeit hat«. Beispiele für wissenschaftliche Paradigmen sind die Individualpsychologie, der Personismus, der Behaviorismus, die Evolutionäre Psychologie.

## Systematik und Begriffsgeschichte
Im universitären Forschungs- und Ausbildungskontext findet nur selten eine Trennung zwischen der Differentiellen Psychologie und Persönlichkeitspsychologie statt. In den akademischen Prüfungsordnungen findet sich oft eine Doppelbezeichnung. Allerdings lassen sich durchaus Unterscheidungsmöglichkeiten herausarbeiten.
Die Differentielle Psychologie zielt auf die Unterschiede (Differenzen) zwischen einzelnen Personen (oder Personengruppen) hinsichtlich spezifischer Persönlichkeitsmerkmale ab. Es werden Unterschiede zwischen den einzelnen Personen (also inter-individuell), aber auch innerhalb einer Person selbst (intra-individuell) untersucht. Typische Fragestellungen sind also beispielsweise:
- Ist Karin schlauer als Marion?
- Sind Männer leistungsmotivierter als Frauen?
- Haben Jüngere eine größere emotionale Stabilität als Ältere?
- Verändert sich die Merkfähigkeit im Tagesverlauf?
- Wie stabil sind Persönlichkeitseigenschaften in der Lebensspanne eines Individuums?

Im Mittelpunkt stehen also die einzelnen Merkmale eines Individuums (oder oftmals werden die Begriffe auch synonym verwendet, iGruppe), in denen es sich von anderen Individuen (oder Gruppen) abhebt.
Die Persönlichkeitspsychologie betont das Zusammenspiel der verschiedenen Persönlichkeitseigenschaften, welche eine Person einzigartig und besonders macht. Gegenstand der Persönlichkeitspsychologie ist also die einzigartige Einheit von Merkmalen, welche das Individuum ausmacht. Typische Fragestellungen hinsichtlich der Persönlichkeit als Gesamtsystem wären hier also:
- Hängt die emotionale Niedergeschlagenheit von Herrn Müller zusammen mit seinem Stress bei der Arbeit?
- Wie ist der Zusammenhang zwischen sozialer Integration und Gesundheitszustand bei Kindern mit Migrationshintergrund?
- In welchem Zusammenhang stehen dominantes Führungsverhalten und beruflicher Erfolg?

Die Persönlichkeitspsychologie (Persönlichkeitsforschung) hat in der Charakterkunde (Charakterologie) und biographischen Psychologie eine lange Vorgeschichte. Seit alters her gibt es Versuche, den Charakter, das Temperament und die Begabung eines Menschen insgesamt zu erfassen, zu erklären und zu verstehen. Diese traditionellen Lehren und die Absicht der Menschenkenntnis sind auch in der im 18. und 19. Jahrhundert verbreiteten Erfahrungsseelenkunde zu erkennen.
In den Persönlichkeitstheorien werden die Untersuchungsergebnisse über die vielfältigen individuellen Differenzen zu einer Theorie verknüpft. Über die Beschreibung einzelner Merkmale und Persönlichkeitseigenschaften hinaus wird nach dem Muster und dem inneren Zusammenhang, nach der Struktur und Dynamik sowie den Entwicklungsprinzipien der gesamten Persönlichkeit gefragt. Die Persönlichkeitspsychologie verlangt teilweise auch eine andere methodische Einstellung, d. h. nicht nur beschreibende, experimentelle und statistische Methoden, sondern auch psychologische Interpretation und biographische Methodik, um den Lebens- und Entwicklungszusammenhang einer Persönlichkeit zu begreifen.
So entwickelte bereits William Stern, der als der Begründer der systematischen Differentiellen Psychologie angesehen wird, eine Personologie (Persönlichkeitslehre, Personalismus), und Hans Thomae sah in der psychologischen Biographik die Synthese von nomothetischer und idiographischer Forschung.
Einige Autoren verwenden nur einen der beiden Begriffe für das gesamte Gebiet. Dass beide Richtungen unverzichtbar sind, zeigt sich in der Praxis, wenn es um die Beschreibung, Begutachtung, Diagnostik und Vorhersage bestimmter Persönlichkeitsmerkmale geht. Dieses Vorgehen verlangt eine Persönlichkeitstheorie als wissenschaftliches Bezugssystem, um die Auswahl, die Anordnung und die Interpretation der einzelnen Persönlichkeitsmerkmale und die auf bevorzugte Untersuchungsmethodik begründen zu können. Die beschreibende Differentielle Psychologie liefert die empirische Basis für die mehr oder minder weit gefasste Persönlichkeitstheorien und die entsprechende theoriegeleitete Diagnostik und Anwendung.

## Auswahl an Persönlichkeitstheorien
- Big Five (Psychologie)
- Konstrukttheorie
- Ich-Entwicklung nach Jane Loevinger
- Biopsychologische Persönlichkeitstheorie von Hans Jürgen Eysenck
- Carl Rogers’ Selbstaktualisierung
- Erik H. Eriksons Theorie der Identitätsentwicklung
- Gordon Allports und James McKeen Cattells Eigenschaftstheorien